# Fejlövés (film, 2012)
A Fejlövés (Bullet to the Head) 2012-ben bemutatott amerikai akciófilm Walter Hill rendezésében. A forgatókönyvet Alexis Nolent Du Plomb Dans La Tete című képregénye alapján Alessandro Camon írta. A film főbb szerepeiben Sylvester Stallone, Sung Kang, Jason Momoa, Sarah Shahi és Christian Slater látható.
Premierje 2012. november 14-én volt, a Római Filmfesztiválon, az amerikai mozikban 2013. február 1-jén mutatták be. A Fejlövés jegyeladási szempontból megbukott, Stallone eddigi filmjei közül az egyik leggyengébb bevételt generálta a bemutató hétvégéjén és a kritikusok is vegyesen fogadták a filmet.

## Rövid történet
Egy bérgyilkos legutóbbi megbízatása után újabb ügybe keveredik, melyben a rendőrség keze is benne van. A nyomozásban segítségére van egy fiatal rendőr.

## Cselekmény
|  | Alább a cselekmény részletei következnek! |

New Orleansban Jimmy Bobo bérgyilkos és társa, Louis Blanchard (Jon Seda) egy szállodaszobában végez egy korrupt rendőrrel, Hank Greelyvel (Holt McCallany),  Lolát, egy ott tartózkodó prostituáltat azonban Bobo életben hagy. Később egy bárban Blanchardot egy másik bérgyilkos, Keegan (Jason Momoa) megöli, Bobóval azonban nem bír el, ezért elmenekül.
Taylor Kwon (Sung Kang) washingtoni nyomozó New Orleansba érkezik, hogy Greely megölésének ügyében nyomozzon és találkozik Lebreton hadnaggyal. Kwon ellátogat a hullaházba, ahol Blanchard személyazonosságát megtudva hamar rájön, hogy Blanchard és Bobo ölte meg Greelyt. Eközben Keegan találkozik megbízójával, Robert Morellel (Adewale Akinnuoye-Agbaje) és annak ügyvédjével, Marcus Baptiste-tal (Christian Slater). Baptiste elárulja, hogy Greely zsarolni próbálta Morelt és egy helyi gengszternek, Baby Jacknek (Douglas M. Griffin) egy aktát adott át, mely Morel illegális ügyleteit tartalmazza. Keegan nemsokára lemészárolja Baby Jacket és annak embereit, visszaszerezve a dokumentumot.
Kwon egy bárban találkozik Bobóval és elmondja neki, hogy tud Greely megöléséről. Bobo faképnél hagyja, de amikor Kwon követni próbálja őt, váratlanul korrupt rendőrök támadnak rá Morel megbízásából, aki nem akarja, hogy Kwon tovább nyomozzon. Bobo megmenti a támadásban megsebesült nyomozót és elviszi őt egy tetoválószalonba, ahol lánya, Lisa (Sarah Shahi) ellátja Kwon sebeit. Ezután felkeresnek egy gőzfürdőt, hogy kihallgassák az ott tartózkodó Ronnie Earlt (Brian Van Holt), az összekötőt, aki Morel megbízásából korábban felbérelte Bobót és Blanchardot. Ronnie Earl megpróbálja megölni Bobót, de a bérgyilkos végez vele, noha a fegyvere nem működik. Bobo kérdőre vonja Kwont, aki elismeri, hogy óvatosságból ő tette átmenetileg működésképtelenné Bobo fegyverét. A két férfi megegyezik, hogy együtt fognak dolgozni az ügyön.
Bobo és Kwon egy partin elkábítja és elrabolja Baptiste-et, és Bobo házához viszik, ahol arra kényszerítik, hogy átadjon egy pendrive-ot, amely Morel kétes ügyleteinek dokumentumait tartalmazza. Bobo végez az ügyvéddel, de váratlanul megjelenik Keegan az embereivel, miután Baptiste telefonjának lenyomozásával rátaláltak Bobo házára. Bobo és Kwon kimenekül az ostrom alá vett házból és egy korábban a ház alá elhelyezett bombát felrobbantva végeznek támadóikkal. Egyedül Keegan éli túl a robbanást, aki ezek után megszállottan végezni akar Bobóval.
Kwon ismét találkozik Lebreton hadnaggyal, a korrupt rendőr azonban megpróbálja megölni a nyomozót, de Bobo az utolsó pillanatban közbelép és lelövi a hadnagyot. Keegan, miután megtudja, hogy Bobónak van egy lánya, elrabolja Lisát. Morel felhívja Bobót és lánya életéért cserébe a pendrive-ot követeli, a találkozó helyéül egy elhagyatott raktárépületet megjelölve. Amikor a csere után Bobo szabadon távozhat, Keegan feldühödik és megöli Morelt, illetve annak embereit, majd Bobo után ered. Keegan és Bobo fejszékkel küzdenek meg, Bobo Blanchard késével súlyosan megsebesíti Keegant, akit ezután Kwon hátulról fejbelő. Bobo vállon lövi Kwont, hogy úgy tűnjön, a nyomozó megpróbálta visszatartani őt. Lisa úgy dönt, Kwonnal marad, akivel egyre közelebb kerülnek egymáshoz. Pár hónap múlva Kwon és Bobo egy bárban találkozik, ahol Kwon elmondja a bérgyilkosnak, hogy nem tett említést a rendőröknek Bobo szerepéről a raktárépületben lezajlott tűzharcban. Kwon továbbá azt is közli Bobóval, hogy ha a férfi folytatja bérgyilkosi tevékenységét, akkor el fogja kapni őt.
|  | Itt a vége a cselekmény részletezésének! |

## Szereplők
| Színész                  | Szerep              | Magyar hang         |
| ------------------------ | ------------------- | ------------------- |
| Sylvester Stallone       | James 'Bobo' Bonomo | Gáti Oszkár         |
| Sung Kang                | Taylor Kwon nyomozó | Csőre Gábor         |
| Sarah Shahi              | Lisa Bonomo         | Majsai-Nyilas Tünde |
| Adewale Akinnuoye-Agbaje | Robert Nkomo Morel  | Faragó András       |
| Jason Momoa              | Keegan              | Varga Rókus         |
| Christian Slater         | Marcus Baptiste     | Viczián Ottó        |
| Jon Seda                 | Louis Blanchard     | Tóth Roland         |
| Holt McCallany           | Hank Greely         | Kapácsy Miklós      |
| Brian Van Holt           | Ronnie Earl         | Zámbori Soma        |
| Weronika Rosati          | Lola                | Zsigmond Tamara     |
| Dane Rhodes              | Lebreton hadnagy    | Imre István         |
| Marcus Lyle Brown        | Towne nyomozó       | Seder Gábor         |
| Douglas M. Griffin       | Baby Jack           | N/A                 |

## A film zenéje
A filmzenei album digitális formátumban 2013. január 29-én jelent meg, míg az üzletekben február 19-én kezdték árusítani. A lemez a film hangszeres zenéjét tartalmazza, összesen 15 számot, melyeket Steve Mazzaro komponált, a produceri teendőket pedig Hans Zimmer látta el.
Az összes szám szerzője Steve Mazzaro.
| Bullet to the Head Original Motion Picture | Bullet to the Head Original Motion Picture | Bullet to the Head Original Motion Picture | Bullet to the Head Original Motion Picture | Bullet to the Head Original Motion Picture | Bullet to the Head Original Motion Picture | Bullet to the Head Original Motion Picture | Bullet to the Head Original Motion Picture | Bullet to the Head Original Motion Picture | Bullet to the Head Original Motion Picture |
| #                                          | Cím                                        | Hossz                                      |                                            |                                            |                                            |                                            |                                            |                                            |                                            |
| ------------------------------------------ | ------------------------------------------ | ------------------------------------------ | ------------------------------------------ | ------------------------------------------ | ------------------------------------------ | ------------------------------------------ | ------------------------------------------ | ------------------------------------------ | ------------------------------------------ |
| 1.                                         | Here's the Story                           | 5:04                                       |                                            |                                            |                                            |                                            |                                            |                                            |                                            |
| 2.                                         | Staying in the Game                        | 2:42                                       |                                            |                                            |                                            |                                            |                                            |                                            |                                            |
| 3.                                         | Just Another Soldier                       | 2:58                                       |                                            |                                            |                                            |                                            |                                            |                                            |                                            |
| 4.                                         | On the Road                                | 1:47                                       |                                            |                                            |                                            |                                            |                                            |                                            |                                            |
| 5.                                         | Don't Touch My Gun                         | 1:59                                       |                                            |                                            |                                            |                                            |                                            |                                            |                                            |
| 6.                                         | The Fox and the Hound                      | 1:25                                       |                                            |                                            |                                            |                                            |                                            |                                            |                                            |
| 7.                                         | This is My City                            | 3:16                                       |                                            |                                            |                                            |                                            |                                            |                                            |                                            |
| 8.                                         | Ambushed                                   | 1:28                                       |                                            |                                            |                                            |                                            |                                            |                                            |                                            |
| 9.                                         | The Only Life He Had                       | 1:58                                       |                                            |                                            |                                            |                                            |                                            |                                            |                                            |
| 10.                                        | Guns Don't Kill People                     | 0:59                                       |                                            |                                            |                                            |                                            |                                            |                                            |                                            |
| 11.                                        | Change of Plans                            | 2:11                                       |                                            |                                            |                                            |                                            |                                            |                                            |                                            |
| 12.                                        | End of the Line                            | 6:41                                       |                                            |                                            |                                            |                                            |                                            |                                            |                                            |
| 13.                                        | Vikings                                    | 1:16                                       |                                            |                                            |                                            |                                            |                                            |                                            |                                            |
| 14.                                        | It's All Over                              | 3:07                                       |                                            |                                            |                                            |                                            |                                            |                                            |                                            |
| 15.                                        | Bullet to the Head                         | 5:24                                       |                                            |                                            |                                            |                                            |                                            |                                            |                                            |
| 42:25                                      |                                            |                                            |                                            |                                            |                                            |                                            |                                            |                                            |                                            |

## Fogadtatás

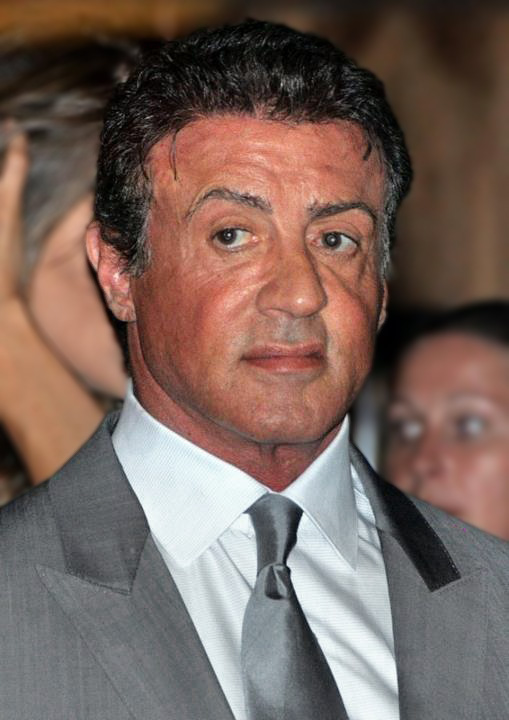
A Fejlövés Stallone eddigi filmes pályafutásának egyik legrosszabb nyitóhétvégéjét zárta a jegypénztáraknál.

### Bevételi adatok
A film a jegypénztáraknál rosszul teljesített. A Fejlövés a nyitóhétvégén 4,5 millió dolláros bevételt termelt, így Sylvester Stallone eddigi filmjeit tekintve az elmúlt 32 év leggyengébb bevételét generálta (az 1981-es Fantom az éjszakában óta), összességében pedig a második legrosszabb teljesítményt nyújtotta a színész eddigi pályafutását tekintve. 2013. március 24-ig a Fejlövés az Amerikai Egyesült Államokban összesen 9 489 829 dolláros bevételre tett szert, mely messze elmarad a film 55 millió dolláros előállítási költségétől.

### Kritikai fogadtatás
A Fejlövés a filmkritikusok részéről vegyes fogadtatásban részesült. A Rotten Tomatoes weboldalon 46%-ot kapott a film, 132 értékelés alapján, a kritikusok átlagosan 10/5-ös értékelést adtak a filmnek. A Rotten Tomatoes összesítő értékelése szerint „A Fejlövés bocsánatot nem kérően silány izgalmai felelevenítik a főszereplő és a rendező büszke filmes múltját... sajnos azonban a film nagyjából csupán ezekkel az emlékekkel tud szolgálni.”
A Metacritic weboldalon a film 34 kritika alapján 100-ból 48 pontot kapott, amely „vegyes vagy átlagos” értékelésnek számít.
Richard Roeper filmkritikus 4-ből két pontra értékelte a filmet, véleménye szerint a Fejlövés egy „időnként szórakoztató, sokszor érthetetlen és végső soron meglehetősen átlagos” akciófilm, mely az 1980-as évek filmjeinek állít emléket. „...Az a fajta agyatlan akciófilm, amelyben Sylvester Stallone 1985 körül szerepelt volna”.
Chris Tookey filmkritikus ugyanakkor ötből három pontra értékelte és méltatta a filmet, amely szerinte „extrém módon professzionális, következetesen nézhető” alkotás és „hosszú évek óta Stallone legszórakoztatóbb filmje”.

## Fordítás
Ez a szócikk részben vagy egészben  a   Bullet to the Head című angol Wikipédia-szócikk fordításán alapul.  Az eredeti cikk szerkesztőit annak laptörténete sorolja fel. Ez a jelzés csupán a megfogalmazás eredetét és a szerzői jogokat jelzi, nem szolgál a cikkben szereplő információk forrásmegjelöléseként.